# Toeterville
Toeterville è un census-designated place (CDP) degli Stati Uniti d'America, situato nello stato dell'Iowa, nella contea di Mitchell. Secondo il censimento del 2020 gli abitanti di Toeterville ammontavano a 53.

## Storia
La città prende il nome dai sui fondatori: Henry e Mina Toeter. Il catasto della città venne fatto nel 1898 e lo stesso anno venne aperto l'ufficio postale, che fu poi chiuso nel 1985, quando venne accorpato a quello di St. Ansgar.